# 劳伦 (肯塔基州)
劳伦（英語：Lawrenceburg），是美国肯塔基州的一座城市。建立于1820年，面积约为15.3平方公里（5.9平方英里）。根据2010年美国人口普查，该市的人口为10,505人。